# بشير حليمي
بشير حليمي (ولد 1956 م) مبتكر ومخترع جزائري، مختص في المعلوماتية، يعود له الفضل في تطوير خوارزميات التعريب بتقنية الكتابة في الأنظمة الحاسوبية، استفادت من براءات اختراعه شركاتٌ كبرى عند نشوئها مثل مايكروسوفت.

## سيرته
وُلد بشير حليمي في مدينة مداوروش في ولاية سوق أهراس شمال شرقيِّ الجزائر، سنة 1956. 
درس الابتدائية والمتوسطة في مدينة سدراتة، قبل الانتقال إلى مدينة عنَّابة حيث درس المرحلة الثانوية، وحصل على شهادتها بمعدَّل سمح له بالحصول على منحة جزائرية سنة 1975 لإكمال دراسته في كندا. سجَّل في معهد تخصص في مجال المعلوماتية والبرمجة والأبحاث الرَّقْمية وحصل على ماجستير في التخصص. بدأ إعداد رسالة الدكتوراه لكنه لم يكملها لانشغاله في مجال البحث التِّقني.
استقرَّ في كندا سنة 1980، وأسَّس عام 1981 ثلاث شركات كبرى في تِقنيَّات الاتصال، منها أليس تكنولوجيكس، وهي حاليًّا رائدة في الترجمة الآلية. و يشارك حاليًّا في المؤتمرات الخاصَّة بالتطوير التقني والبحث، ويُسهم متطوِّعًا في الهيئات الخيرية كالصليب الأحمر الدَّولي في الفرع التقني لمجلس الإدارة.

## إنجازاته
- سمحت برمجياته للشركات الكبرى في الثمانينيات والتسعينات بالتوغل في الأسواق العربية، بفضل برامجه في تقنيات الكتابة.
- عملت شركاته مع شركات الاتصال الكبيرة مثل فرانس تيليكوم، وبيل كندا، ووال مارت، وغالوب.[6][7][8]

- في 1986 طلبت منه مايكروسوفت التعاون معها في رقمنة اللغة العربية وتحسينها في الحواسيب، وغير اللغة العربية، بفضل براءات اختراعه في المجال.[9]

- أسس عام 2000 شركة سمَّاها أكسانديا متخصِّصة في تطوير برمجيات الأجيال الجديدة للهواتف الذكية، تحصل على تشريف من طرف كومينيكيشنز سولوشينز.[7][10]

- في 2012 أسَّس مؤسسة سبيتش موبيليتي المتخصِّصة في مجال الاتصالات، قدَّمت خِدْماتها لكُبريات الشركات العالمية في التقنية.
- 2003 أسس مؤسسة غير ربحية اسمها كلوب أفينير (نادي المستقبل)، لدعم البحث العلمي في أوساط الجاليات المغاربية، وهي تكافئ كل سنة الشخصيات الناجحة في المجالات المختلفة.[5][11]